# 테마주
테마주(영어: themed stock)는 주식 시장에 상장된 주식으로서, 하나의 주제를 가진 사건에 의해 같은 방향으로 주가가 움직이는 종목군을 말한다. 정치, 연예, 레저, 과학기술, 부동산, 질병, 자원개발 등 다양한 종류의 테마주가 있다.

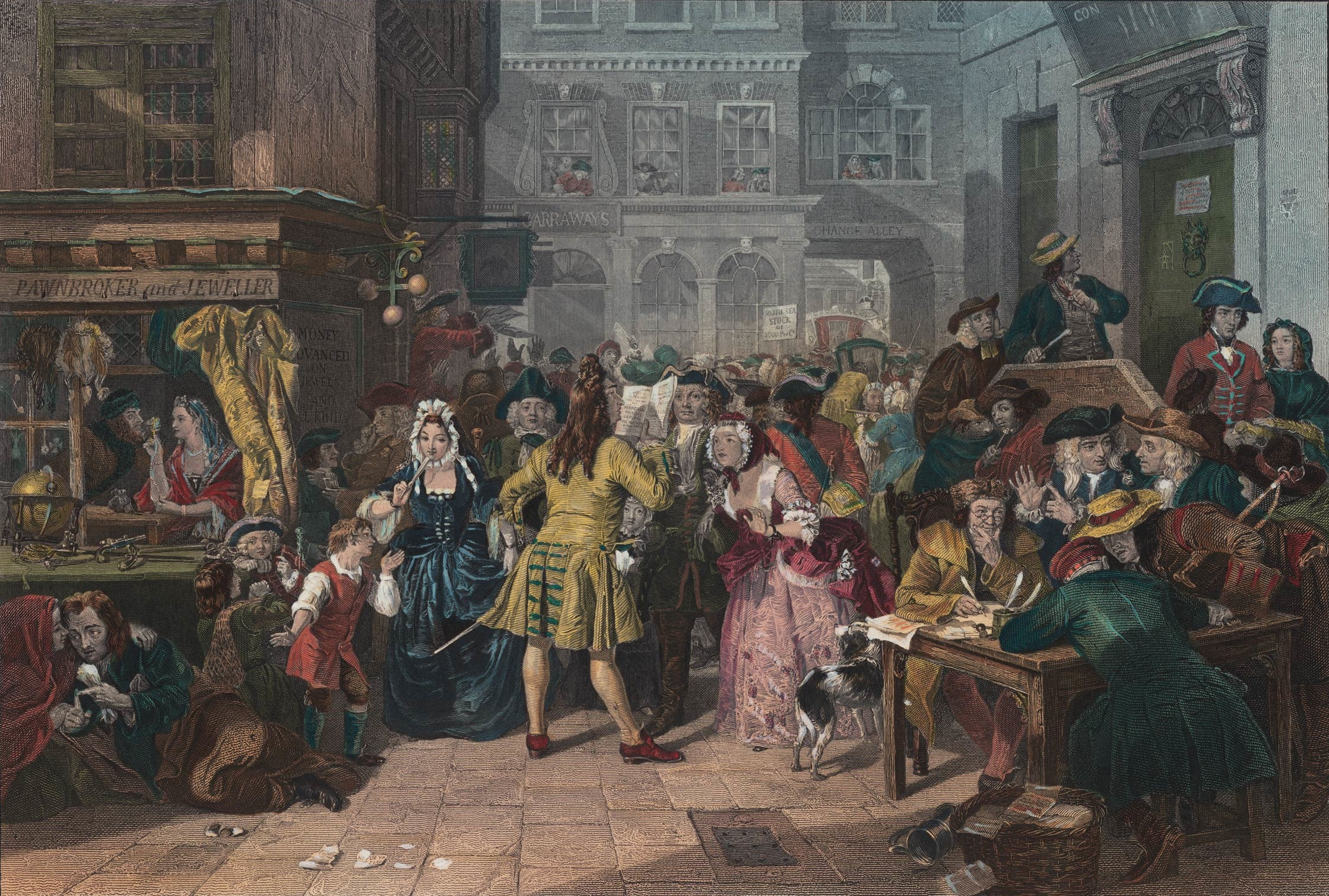
18세기 영국을 휩쓴 투자광풍인 남해회사거품 사건을 묘사한 그림(Edward Matthew Ward作)

일반적으로 같은 테마에 속한 종목들은 주가가 동반 상승하거나 동반 하락하는 유사한 움직임을 보인다. 예를 들면, 정부가 특정 분야의 과학기술을 지원할 계획을 발표하면 관련 기업의 주가가 오르고, 특정 질병이 유행하면 그 질병의 백신을 개발하는 기업의 주가가 오르는 식이다. 다만, 환율이나 유가와 같이 매우 광범위한 종목에 영향을 끼치는 것은 일반적으로 테마라 부르지 않는다.
테마주는 주로 급등을 기대하고 투자자들이 모여드는 것이 특징으로, 기업의 펀더멘털보다는 수급에 의해 2배에서 10배 넘게 급등하는 경우도 빈번하다. 또한 주로 테마주가 되는 것은 대형주보다는 소형주, 특히 천원 미만의 동전주가 많은 편이다.
테마주의 기원은 주식 시장의 역사와 함께 하며, 역사상 유명한 테마주로는 18세기 영국의 공기업 남해회사(South Sea Company)를 들 수 있다. 대한민국에서는
북방외교가 한창이었던 1987년 말 중국정부가 만리장성에 바람막이를 설치하기로 한 계획이 알려지며 관련주들이 급등한 소위 '만리장성 테마주'가 테마주의 효시로 꼽힌다. 그 후 2007년 대선에서 4대강 사업 테마주가 폭등하여 큰 수익을 가져다준 이후로 대한민국에서는 정치테마주를 비롯한 각종 테마주가 크게 유행하게 되었다.
테마주는 증시가 선진화된 선진국들에 비해 대한민국에 많은 편으로, 특히 정부 정책에 따라 테마주가 급등락 하는 일이 많다.

## 어원
'테마주'란 영어의 theme와 주식의 株를 합성한 단어로, 일본어의 'テーマ株'를 그대로 한국어로 옮긴 것이다. 영어에는 정확히 해당되는 단어가 없지만 예를 들어 정치테마주의 경우 'politically-themed stocks'라고 불린다.

## 개념
본래 종목 분류는 업종별로 이루어지나, 주가등락의 원인이 되는 공통적인 요소 즉 테마로 분류하면 투자에 더 유용하게 된다.

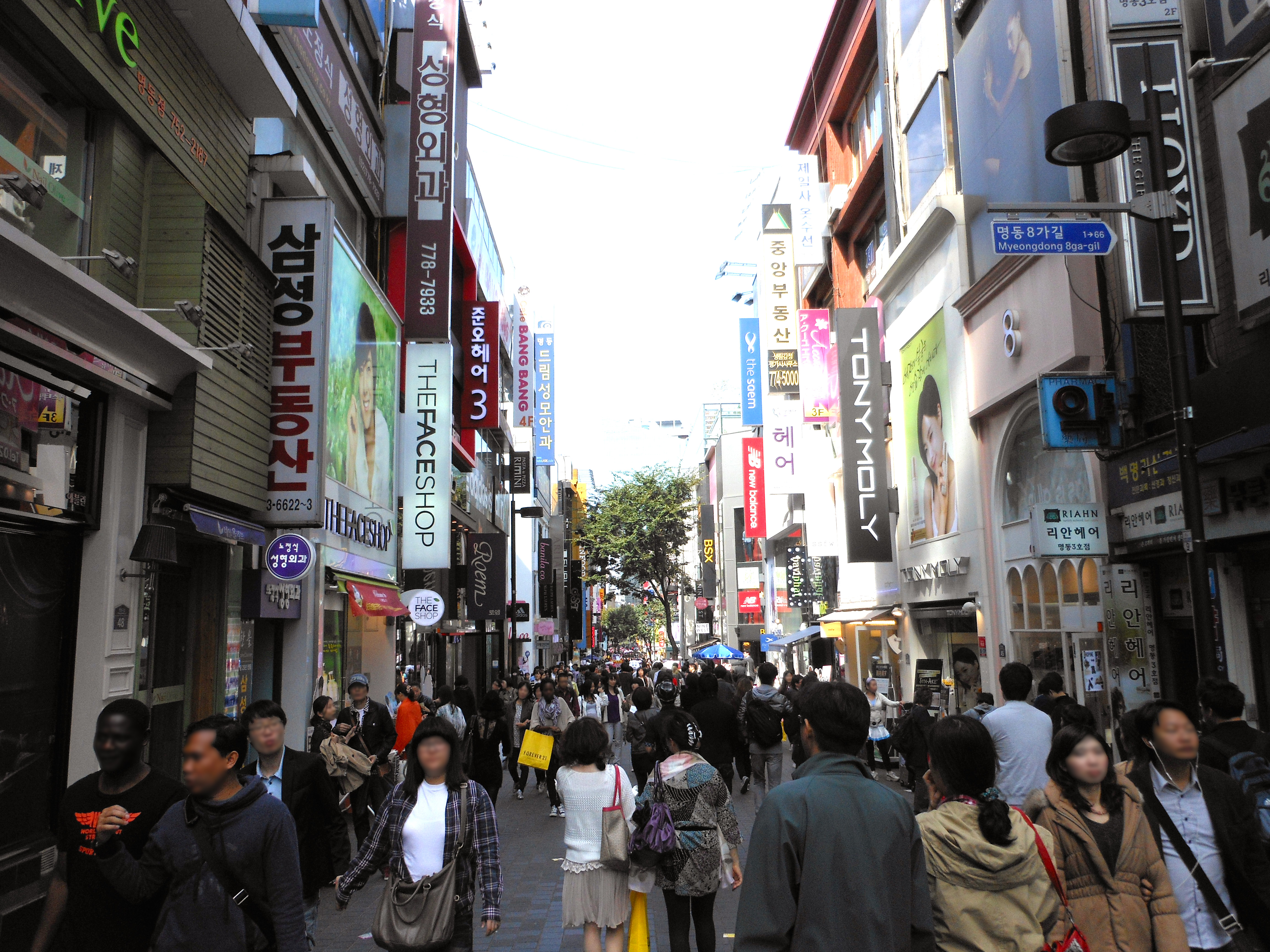
명동을 찾은 관광객들(2011년 10월 촬영). 중국인 관광객의 급증이라는 재료 한가지는 여러 관련 기업의 주가에 영향을 끼친다.

예를 들어 상장 기업 중 롯데쇼핑, 파라다이스, 대한항공은 각각 백화점, 카지노, 항공으로 업종 면에서는 다르지만 여행에 관련된 종목군이라는 점에서 공통점이 있다. 만일 한류 붐을 타고 대한민국을 찾는 중국인 관광객들이 급증할 경우, 명동에 백화점을 갖고 있는 롯데쇼핑과, 외국인 전용 카지노 사업을 영위하는 파라다이스와, 중국과 인천국제공항 사이의 항공노선을 운행하는 대한항공의 주가는 함께 오르게 될것이다. 또한 중국인 관광객들이 가장 많이 구매하는 상품 중 하나가 화장품이기 때문에 코스맥스와 같은 화장품 관련 업체들의 주가도 함께 오르게 된다.
따라서 중국인 관광객에 관련된 기업군을 묶어 분류하면 주식 투자에 많은 도움이 되는데, 이를 테마별 분류라 하며, 증시에서는 업종과 함께 종목군을 분류하는 일반적인 방식으로 자리잡고 있다.
또한 특정한 조건 하에 다양한 업종의 종목군이 함께 움직이는 경우가 있다. 예를 들어 기상이변으로 폭염이 올때, 빙과류를 제조하는 식품 회사의 주가와 에어컨을 제조하는 가전제품 회사의 주가가 함께 오를 수 있다. 이 경우 이들 서로 다른 업종의 종목들을 움직인 테마는 폭염이 된다.

## 사례

### 과학기술
과학기술에 대한 테마는 새로운 기술의 등장에 따라 형성되기도 하지만, 주로 정부 정책에 의해 형성되곤 한다. 새로운 기술의 보급 이전에는 정부 정책이 선행되는 것이 보통이기 때문이다. 대표적인 것으로는 3D프린터, 사물인터넷, 홀로그램, 인쇄전자, 전기차, 빅데이터 관련주 등이 있다.

#### 사물인터넷
2013년 말에서 2014년 초에 걸쳐, 박근혜 정부의 핵심 정책인 창조경제의 일환으로 사물인터넷이 주목을 받자 네트워크 장비 관련주인 에스넷, RF통신부품 관련 업체인 기가레인, 인터넷 데이터전송장비 업체인 유비쿼스 등이 사물인터넷 테마주로 거론되며 급등했다.

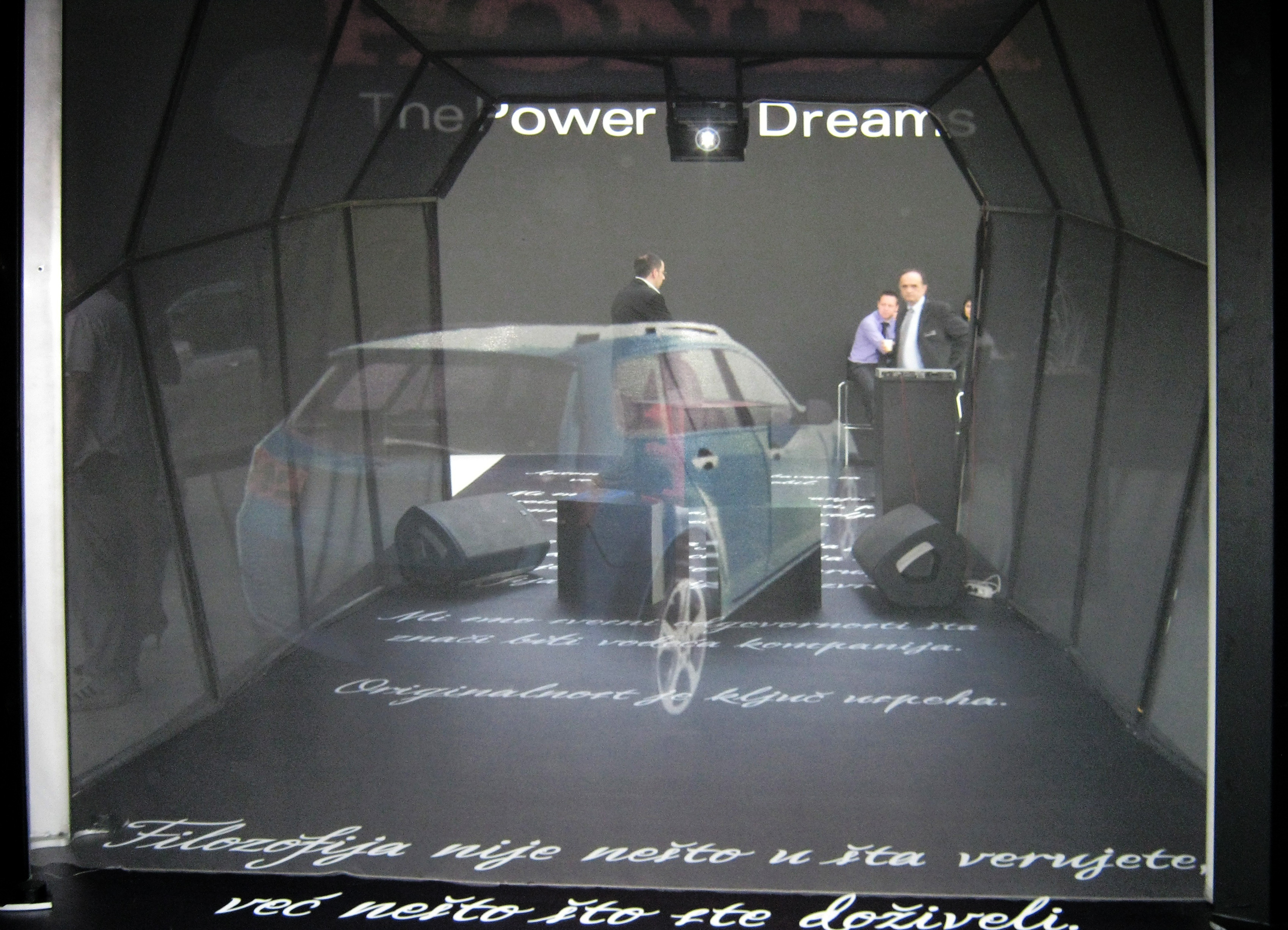
세르비아의 국제 모터쇼에서 이용된 유사홀로그램 영상 (2011년)

#### 홀로그램
2014년 8월에는 대한민국 정부가 미래 성장동력 산업으로 홀로그램 산업을 집중 육성하겠다는 계획을 발표하면서 홀로그램 스티커를 제작하는 업체인 지엠피와, 관련 특허를 보유한 한국큐빅이 3D 홀로그램과는 무관함에도 불구하고 가격제한폭까지 오르기도 했다.
미국에서는 2012년, 사망한 랩 가수 투팍(2Pac)을 홀로그램으로 되살린 공연이 주목을 받으며, 그 공연의 기술을 담당한 회사인 디지털도메인의 주가가 폭등한 일이 있다.

### 동전주 테마
2015년에는 소형주 강세장과 맞물려 소형주 중에서도 가장 저가의 주식들인 동전주들이 지속적으로 강세를 보였다. 특히 2015년 6월 상한가 제한이 15%에서 30%로 확대되면서, 주당 가격이 1000원 미만인 소위 동전주들이 동시에 급등하는 사례가 있었다. 가장 먼저 급등한 것은 6월 24일부터 오르기 시작한 슈넬생명과학으로, 18거래일에 걸쳐 10배가량 폭등했다.
그 다음달인 7월에는 17일 하루에만 미래산업, 케이디건설, 주연테크 등이 가격제한폭까지 올랐으며 갑을메탈, 씨씨에스 등은 14% 이상의 폭으로 올랐다. 이들 '동전주 테마주'는 상한가 제한이 풀림과 동시에 고가의 주식들보다 저가의 주식들이 상승폭이 크다는데 대한 기대심리 때문에 생겨난 현상으로, 업종과 무관하게 가격만으로 테마가 형성된 특이한 경우에 해당한다.

### 레저
한반도 대운하 사업(나중에 4대강 사업으로 변경)을 주요 공약으로 내세운 이명박 후보가 당선된 후, 2008년부터 2009년에 걸쳐 삼천리자전거 등 자전거를 만드는 회사들의 주가가 크게 상승한 일이 있다. 이는 4대강 정비에 자전거 도로 건설이 포함되어 있었기 때문에, 자전거가 주요한 레저 문화로 자리잡을 것이라는 기대감 때문이었다.

### 부동산 개발
DMZ 세계평화공원 개발 계획이 정부에서 발표될 때마다, 실적과는 무관하게 이화공영, 루보, 하츠 등 경기도 파주의 부동산을 가진 기업들의 주가가 상승하곤 한다. 보유 부동산 가격이 상승한 기업 뿐 아니라, 개발에 참여할 것으로 예상되는 건설주들도 동반 상승한다. 이는 부동산 개발에 대한 테마에 해당한다.
2025년 대선에서 세종시 행정수도 논의 관련 테마주에는 프럼파스트, 유라테크, 계룡건설과 대주산업 등이 있다.

### 북한
대북 관계에 의해 영향을 받는 테마주로는, 공장 일부를 개성공단에 두고 있는 재영솔루텍, 이화전기, 로만손 등의 회사를 꼽을 수 있다. 예를 들어 이화전기는 박근혜 정부 초기 남북관계 악화로 개성공단이 폐쇄되었을 때 주가가 크게 떨어졌으나, 개성공단이 재개되자 상한가를 기록한 일이 있다.
이러한 종목들을 남북경협주(남북경제협력 테마주), 대북 테마주, 북한 관련주 등으로 부른다. 금강산 관광사업 개발권을 지닌 현대아산의 최대주주인 현대상선도 대표적인 대북 테마주에 속한다.

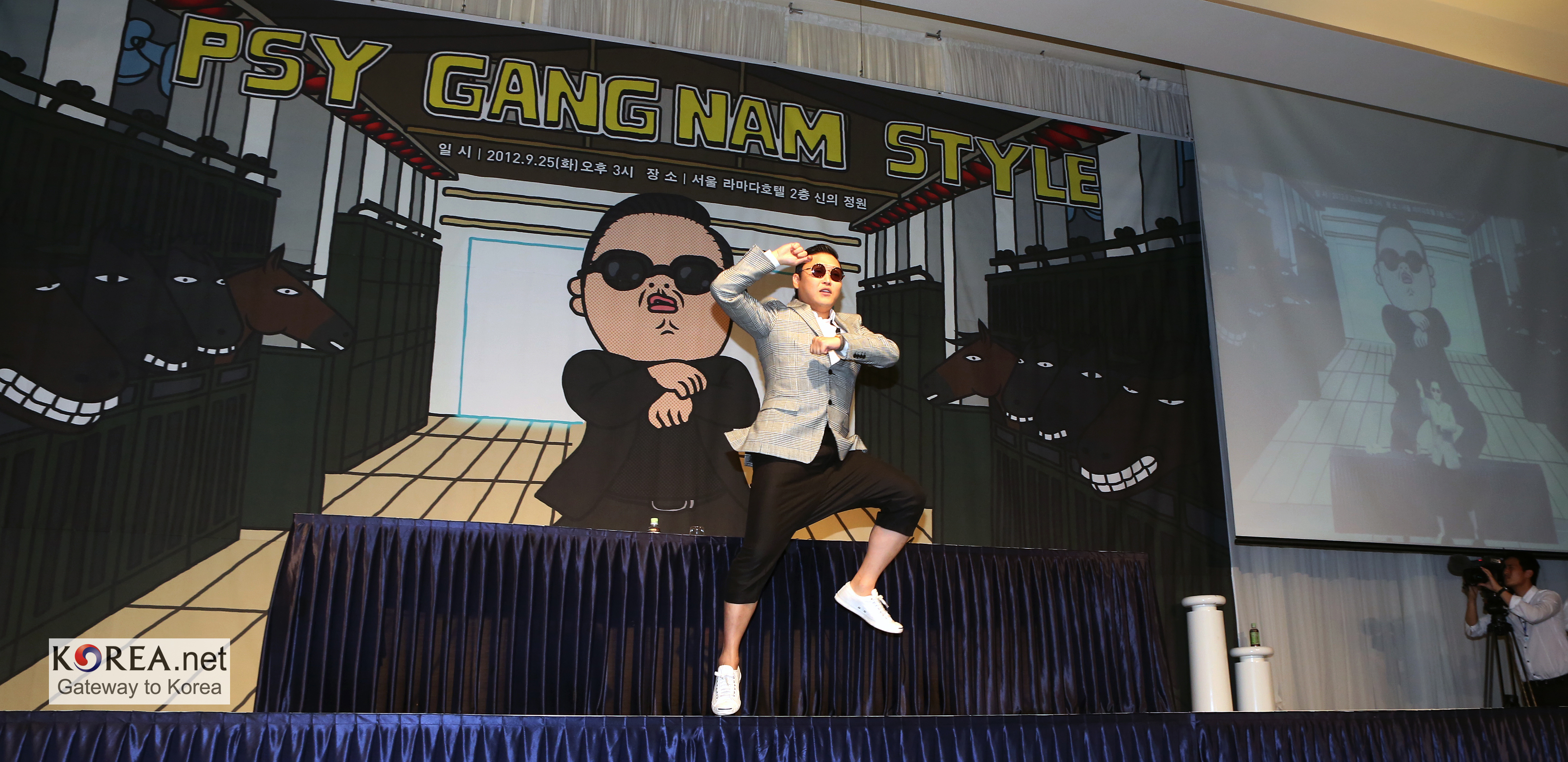
2012년 라마다서울호텔에서 열린 싸이 귀국 기자회견. 싸이의 인기는 관련 기업들의 주가를 크게 상승시켰다.

### 연예
2012년 공개된 강남스타일로 싸이가 세계적인 인기를 끌자, 강남스타일을 제작한 YG 엔터테인먼트의 주가도 올랐지만, 싸이의 아버지가 대주주로 있는 코스닥 상장회사 디아이도 함께 올랐다. 2012년에는 신동엽·강호동과 전속계약을 맺은 에스엠컬처앤콘텐츠의 주가가 급등했다. 이때의 주가 상승으로, 해당 회사의 주식을 보유한 신동엽·강호동은 물론 장동건도 많은 이익을 얻었다.

### 정치
2012년에 있었던 대한민국 제18대 대통령 선거 전에는 정치테마주 열풍이 증시를 휩쓸었다. 안철수, 문재인, 박근혜 등 대선주자들의 정책 또는 인맥에 관계되는 안랩, 미래산업, 우리들생명과학, 아가방컴퍼니 등의 기업들이 관련 테마주로 묶여, 정치인들의 행보에 따라 급등 또는 급락을 거듭했다.
2007년에는 유력한 대선후보였던 이명박 후보의 4대강 사업과 관련하여 이화공영, 특수건설, 삼호개발, 동신건설 등의 건설주들이 한반도 대운하 관련주로 묶여 급등하기도 했다. 그중 이화공영은 최고 2472.5%나 상승했다.

### 주민등록증
2010년 대한민국 행정안전부에서 주민등록증을 전자주민증으로 대체하려는 계획을 발표하자 스마트카드 관련 업체인 케이비티와 유비벨록스 등이 수혜주로 분류되어 폭등한 일이 있다. 그러나 개인정보유출을 우려한 시민단체들의 반발로 전자주민증 도입 계획이 폐기되자 다시 폭락했다.

### 질병

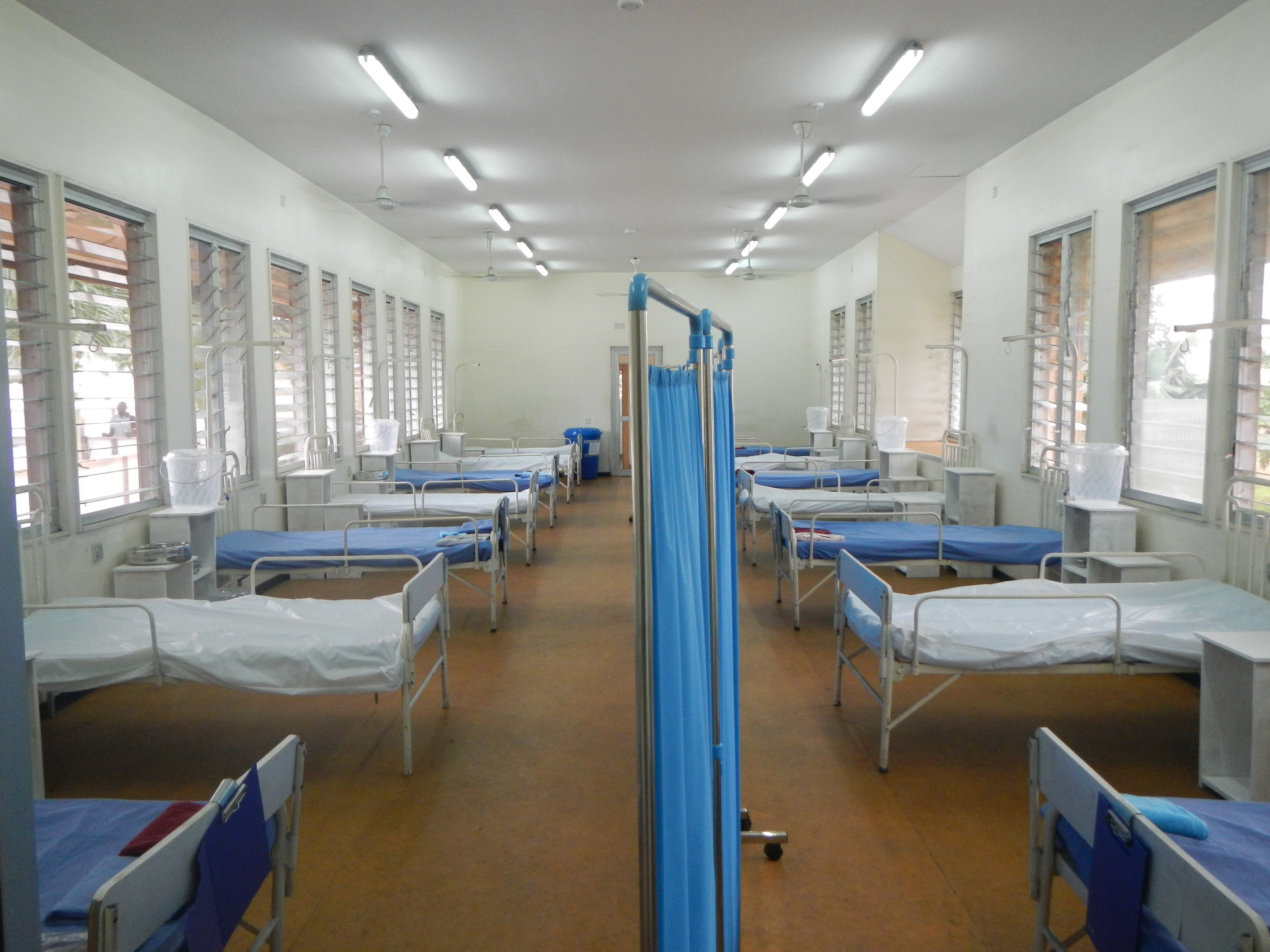
에볼라 출혈열이 유행하자 증시에서는 에볼라 테마주들이 생겨났다. 사진은 나이지리아의 에볼라 병동 (2014년 8월 촬영)

조류 인플루엔자(AI)가 발병하면 AI 관련주들, 즉 백신 및 항생제를 생산하는 업체들의 주가가 오르곤 한다. 이-글 벳, 제일바이오, 대한뉴팜, 중앙백신 등 백신 및 항생제를 생산하는 업체 뿐 아니라 파루와 같이 손세정제를 생산하는 업체도 함께 AI 테마주에 속한다.
에볼라 바이러스 병이 유행한 이후에는 미국의 이노비아와 에볼라 백신을 공동 개발하고 있는 것으로 알려진 진원생명과학 등이 에볼라 테마주로 묶여 상승했으나, 에볼라 바이러스가 남성의 정액에서 검출됐다는 소식에 콘돔 제조업체 유니더스 역시 에볼라 테마주로 분류되며 급등하기도 했다. 즉 이 경우는 에볼라 바이러스 병이라는 하나의 테마가 백신 회사와 피임기구 회사의 주가를 동시에 움직인 것이다.

### 해외자원개발
2012년 CNK인터내셔널은 카메룬에서 다이아몬드 광산을 개발권을 획득했다는 보도자료 때문에 주가가 폭등한 일이 있다. 2014년 대한뉴팜은 자사가 투자한 해외 유정에서 원유가 발견되었다는 공시로 주가가 4배나 뛴 일이 있다.

### 협력업체
협력업체의 성공으로 함께 시장의 주목을 받아 주가가 상승하는 경우도 있다. 2014년 9월, 한국정보통신은 세계 최대 전자 상거래 업체인 중국의 알리바바가 뉴욕증권거래소에 상장을 하자 알리바바의 자회사인 '알리페이'와 업무 제휴를 맺은 점이 부각되면서 가격제한폭까지 올랐다. 또한 2014년 삼성SDS의 상장을 앞두고, 이 회사의 신사업으로 예상되는 사물인터넷 및 빅데이터 관련 협력업체인 오픈베이스의 주가가 크게 상승하기도 했다. 이들은 모두 협력업체와의 연관성이 테마가 되어 주가에 영향을 준 사례에 해당한다.

### 전기자동차
2016년 초에는 전기자동차 테마주가 유행한 일이 있다. 관련주로 일진머티리얼즈, 피엔티, 상아프론테크, 우수AMS 등이 상승한 일이 있으나, 전기차는 2차전지 및 반도체 관련주들을 비롯해 자동차 부품업체들이 모두 해당되는 분야라 실제 관련주는 훨씬 광범위하다.

### 기타
그 외에, 단순히 주가가 크게 상승한다는 이유만으로 테마주라 불리는 종목들도 있다. 2006년의 주가 조작 사건으로 유명한 루보가 그런 경우이다. 테마의 본래 정의상으로는 주가의 움직임을 주도하는 원인, 즉 재료가 있어야 하나, 루보의 경우 단순히 주가 조작에 의한 수급 불균형으로 크게 오른 것에 불과했다. 이는 엄밀히 말하면 테마주라 말할 수 없으며, 작전주로 부르는 것이 옳은 명칭이다. 그러나 작전주 주가 차트의 급등하는 형태가 테마주의 차트와 유사한 관계로, 증시에서는 작전주를 테마주라 일컫는 경우가 종종 있다.

## 문제점

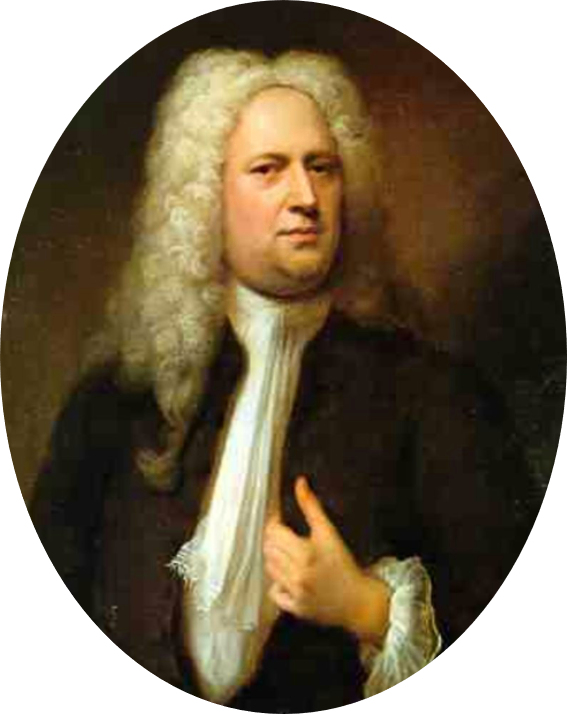
남해회사 투자로 큰 자산을 축적한 작곡가 헨델

'테마'는 본래 증시에서 종목군을 분류하기 위해 사용되는 개념으로, 네이버 등의 포털에서도 투자에 도움을 주기 위해 테마별 분류를 제공하고 있다.
다만 인맥과 같은 막연한 이유로 개연성이 없는 주식들이 같은 테마군으로 묶여 함께 움직이는 경우가 있으며, 주가조작세력이 새로운 테마주를 만들어내는 경우도 있어서 문제가 된다.
예를 들어 1720년 영국에서는 자금난에 처한 남해회사(South Sea)가 금광 발견 등의 거짓 소문을 퍼뜨려 주가를 10배 이상 급등시킨 사건이 있었다. 이를 남해거품(South Sea Bubble) 사건이라 부르는데, 물리학자 아이작 뉴턴은 이때의 투자로 말년에 전재산을 잃었다. 뉴턴은 그에 대해 이렇게 말했다고 전해진다. "나는 천체의 움직임은 계산할 수 있었지만, 인간의 광기에 대해서는 알 수가 없었다"
반면, 이러한 테마주 광풍을 잘 이용한 사람들은 큰 부를 축적했다. 작곡가 헨델은 남해회사 투자로 많은 돈을 벌어, 그 돈으로 왕립음악아카데미(Royal Academy of Music)를 설립할 수 있었다.
위에서 기술한 남해회사 사건은 금광, 원유 등 자원 발견에 관한 테마주로 볼 수 있다.

## 같이 보기
- 동전주
- 정치테마주
- 주식 투자
- 우량주
- 잡주
- 대형주
- 투자가

## 참고 문헌
- "작전을 말한다", 하진수, 참돌, 2013년
- "백만불짜리 개미경제학", 박성민, 다산북스, 2009년 12월 31일
- 한국의 작전세력들, 김정환, 한스미디어, 2009년 5월
- 와이즈에프엔
- 다음 증권